# 小行星1600
小行星1600（1600 Vyssotsky）是一颗围绕太阳公转的小行星。1947年10月22日，卡爾·維爾塔寧在汉密尔顿山发现了此天体。
該小行星以美國天文學家艾瑪·維索茨基命名。
这颗小行星的绝对星等为50.74363等。